# Chuves
Chuves Indústria e Comércio de Artefatos Plásticos e Metálicos Ltda. war ein brasilianischer Hersteller von Automobilen.

## Unternehmensgeschichte
Das Unternehmen hatte seinen Sitz in São Paulo. Es stellte Gegenstände aus Metall und Fiberglas her. 1978 begann die Produktion von Automobilen. Der Markenname lautete Chuves. Es ist nicht bekannt, wann die Produktion endete. Bu-Kar aus dem gleichen Ort setzte die Produktion eines Modells in den 1980er Jahren fort.

## Fahrzeuge
Ein Modell war ein VW-Buggy. Ein luftgekühlter Vierzylinder-Boxermotor von Volkswagen do Brasil war im Heck montiert und trieb die Hinterräder an. Die offene viersitzige Karosserie aus Fiberglas hatte eine Überrollvorrichtung hinter den Vordersitzen. Auffallend waren die vier Scheinwerfer an der Fahrzeugfront.
Außerdem stand ein Trike im Sortiment. Es hatte ebenfalls einen VW-Motor.